# Comuna Dârmănești, Argeș
Dârmănești (scris în trecut și ca Dârmonești) este o comună în județul Argeș, Muntenia, România, formată din satele Dârmănești (reședința), Negreni, Piscani, Valea Nandrii și Valea Rizii.

## Așezare
Comuna se află în centrul județului, pe malurile Râului Doamnei, în zona unde acesta primește apele afluentului Râul Târgului. Este străbătută de șoseaua națională DN73, care leagă Piteștiul de Brașov. La Piscani, din acest drum se ramifică șoseaua județeană DJ731, care duce spre nord la Coșești, Pietroșani, Domnești (unde se intersectează cu DN73C), Corbi și Nucșoara. De asemenea, prin vestul comunei, pe malul drept al Râului Doamnei trece șoseaua județeană DJ731D, care o leagă spre nord de Coșești și Pietroșani și spre sud de Micești.

## Demografie
Componența etnică a comunei Dârmănești
     Români (91,47%)
     Alte etnii (0,54%)
     Necunoscută (7,98%)
Componența confesională a comunei Dârmănești
     Ortodocși (90,08%)
     Alte religii (1,27%)
     Necunoscută (8,65%)
Conform recensământului efectuat în 2021, populația comunei Dârmănești se ridică la 3.307 locuitori, în scădere față de recensământul anterior din 2011, când fuseseră înregistrați 3.513 locuitori. Majoritatea locuitorilor sunt români (91,47%), iar pentru 7,98% nu se cunoaște apartenența etnică. Din punct de vedere confesional, majoritatea locuitorilor sunt ortodocși (90,08%), iar pentru 8,65% nu se cunoaște apartenența confesională.

## Politică și administrație
Comuna Dârmănești este administrată de un primar și un consiliu local compus din 13 consilieri. Primarul, Emilian Ciolan[*], de la Partidul Social Democrat, este în funcție din 2004. Începând cu alegerile locale din 2024, consiliul local are următoarea componență pe partide politice:
|  | Partid                    | Consilieri | Componența Consiliului | Componența Consiliului | Componența Consiliului | Componența Consiliului | Componența Consiliului | Componența Consiliului | Componența Consiliului | Componența Consiliului |
|  | ------------------------- | ---------- | ---------------------- | ---------------------- | ---------------------- | ---------------------- | ---------------------- | ---------------------- | ---------------------- | ---------------------- |
|  | Partidul Social Democrat  | 8          |                        |                        |                        |                        |                        |                        |                        |                        |
|  | Uniunea Salvați România   | 2          |                        |                        |                        |                        |                        |                        |                        |                        |
|  | Partidul Național Liberal | 2          |                        |                        |                        |                        |                        |                        |                        |                        |
|  | Trocan Constantin-Iulian  | 1          |                        |                        |                        |                        |                        |                        |                        |                        |

## Istorie
La sfârșitul secolului al XIX-lea, comuna făcea parte din plasa Râul Doamnei a județului Muscel și era formată din satele Caracal, Dârmănești, Tămășești, Valea Nandrii, Valea Rizii și Zăhărești, având în total 1380 de locuitori. În comună existau două biserici și o școală cu 45 de elevi (toți băieți). La acea vreme, pe teritoriul actual al comunei mai funcționa în aceeași plasă și comuna Piscani-Negreni, cu 998 de locuitori; aici existau două biserici și o școală mixtă cu 58 de elevi, în timp ce principalii proprietari de pământ erau C. Crasan, C. Hagi-Nicolau și Petre Pârâianu.
Anuarul Socec din 1925 consemnează desființarea comunei Piscani-Negreni, satele ei trecând la comunele Purcăreni (satul Piscani) și Dârmănești (satul Negreni). Astfel, comuna Dârmănești avea atunci 2200 de locuitori în satele Dârmănești, Negreni, Tămășești, Valea Rizii și în cătunul Valea Nandrii.
În 1950, comuna a fost arondată raionului Pitești din regiunea Argeș. În 1968, ea a trecut la județul Argeș în alcătuirea actuală.

## Monumente istorice
În comuna Dârmănești se află curtea boierească a marelui logofăt Vlaicu Piscanul, ansamblu-sit arheologic de interes național datând din secolul al XVI-lea, cuprinzând ruinele și incinta conacului, aflate în Dealul Iudei din satul Piscani.
În rest, alte trei obiective din comună sunt incluse în lista monumentelor istorice din județul Argeș ca monumente de interes local. Două dintre ele sunt clasificate ca monumente de arhitectură: biserica „Sfântul Nicolae” (1773) din Piscani; și ansamblul bisericii „Sfinții Voievozi” (1798) din Negreni, alcătuit din biserică și ruinele zidului de incintă. Un al treilea obiectiv, clasificat ca monument memorial sau funerar, este o cruce de piatră din 1810, aflată lângă biserica din satul Valea Nandrii.

## Personalități născute aici
- Ioan Popa (n. 1955), scriitor și jurnalist, membru al Uniunii Scriitorilor din România.